# Томаш де Альмейда
Томаш де Альмейда(Лісабон, 11 вересня 1670 — Лісабон, 27 лютого 1754) був першим Патріархом Лісабону, колишнім єпископом Ламего та згодом Порту. Папа Климент XII підвищив його до кардинала 20 грудня 1737 року.

## Біографія

### Раннє життя
Син Антоніу де Альмейди Португальського, 2-й граф Авінтес і губернатор Алгарве, та Марії Антонії де Бурбон, сестра третього графа Авінта.
Він вивчав латинську мову, філософію та риторику в Коледжі де Санту Антау з єзуїтами . У віці 18 років, 20 грудня 1688 року, він отримав стипендію для навчання у Реальному Коледжі де Сау Паулу при Університеті Коїмбри.
У 1695 році Він Альмейда став головою Лісабонської інквізиції, а 27 серпня 1695 року відправлений головувати в Трибунал портових відносин.
1 червня 1702 року він зайняв посаду прокурора та заступника Казначейства Ради Королеви.
13 квітня 1703 року призначений заступником Бюро Совісті та Порядку, вже будучи відзначеним лицарем Ордена Христа.
28 травня 1704 року, коли король Педру II виїхав до Бейри, залишивши свого брата регентом, заступником був обраний Діогу де Мендонза Корте-Реал, який супроводжував його в Секретаріатах Милосердя, Доцільності та Підписання.

### Єпископ
Томаш де Альмейда був назначений на посаду губернатора Королівської скарбниці Королівства 24 листопада 1704 року.
Папська була Климента XI зробила його єпископом Ламегу 3 квітня 1707 року.
3 травня 1708 року Альмейда вирушив до Коїмбри, де був призначений єпископом Порту указом від 30 квітня та королівською хартією від 26 травня 1709 року, а також губернатором цього ж міста.
Альмейда був оголошений головним капеланом-патріархом у Королівській хартії від 4 грудня 1713 року, що зробило його першим Лісабонським патріархом.
17 листопада 1717 року йому випала честь освятити перший камінь Королівської базиліки у Мафрі .
Він охрестив чотирьох дітей принца Бразилії .
11 січня 1728 року він відсвяткував у Священному Патріаршому соборі одруження Інфанти Дони Марії Барбари з принцом Астурійським, а 20 січня 1729 року в Ельваші — принца Бразилії з принцесою Доною Мар'яною Віторією.

### Кардинал
20 грудня 1737 року підвищений до кардинала.
Червону шапку кардинала він отримав в ораторії палацу, де він жив біля Церкви Святого Роха.
Він витратив великі кошти на будівництво монастирів, церков та інших релігійних закладів.
Похований в Церкві Святого Роха в Лісабоні.